# 7558 Yurlov
7558 Yurlov è un asteroide della fascia principale. Scoperto nel 1982, presenta un'orbita caratterizzata da un semiasse maggiore pari a 2,2901453 UA e da un'eccentricità di 0,1012274, inclinata di 4,52073° rispetto all'eclittica.